# In Your House 5: Seasons Beatings
In Your House 5: Seasons Beatings è stata la quinta edizione dell'evento in pay-per-view In Your House, prodotto dalla World Wrestling Federation. L'evento si è svolto il 17 dicembre 1995 all'Hersheypark Arena di Hershey, Pennsylvania.
Il main event dell'evento fu per il WWF Championship tra il campione Bret Hart e lo sfidante The British Bulldog. Gli altri incontri predominanti dell'evento furono il Casket match tra The Undertaker e King Mabel, e l'Hog Pen match tra Hunter Hearst Helmsley e Henry O. Godwinn.

## Risultati
| #          | Incontri | Stipulazioni                                                           | Durata |
| ---------- | --- | ---------------------------------------------------------------------- | ------ |
| Dark match | Savio Vega ha sconfitto Bob Backlund                                                                                         | Single match                                                           | N/A    |
| 1          | Marty Jannetty e Razor Ramon hanno sconfitto 1-2-3 Kid e Sycho Sid (con Ted DiBiase)                                         | Tag team match                                                         | 12:22  |
| 2          | Ahmed Johnson ha sconfitto Buddy Landel (con Dean Douglas)                                                                   | Single match                                                           | 00:45  |
| 3          | Hunter Hearst Helmsley ha sconfitto Henry O. Godwinn                                                                         | Arkansas Hog Pen match con Hillbilly Jim nel ruolo di arbitro speciale | 08:58  |
| 4          | Owen Hart (con Jim Cornette) ha sconfitto Diesel per squalifica                                                              | Single match                                                           | 04:34  |
| 5          | The Undertaker (con Paul Bearer) ha sconfitto King Mabel (con Sir Mo)                                                        | Casket match                                                           | 06:11  |
| 6          | Bret Hart (c) ha sconfitto The British Bulldog (con Jim Cornette e Diana Smith)                                              | Single match per il WWF Championship                                   | 21:09  |
| Dark match | Goldust ha sconfitto Duke Droese                                                                                             | Single match                                                           | 06:38  |
| Dark match | Barry Horowitz, Hakushi e gli Smoking Gunns hanno sconfitto The Bodydonnas (Skip e Zip) (con Sunny), Isaac Yankem e Yokozuna | Eight-man tag team match                                               | N/A    |